# 上川郡 (石狩国)
- 令制国一覧 > 北海道 (令制) > 石狩国 > 上川郡 (石狩国)
- 日本 > 北海道 > 上川総合振興局 > 上川郡 (石狩国)

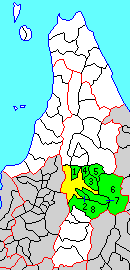
北海道石狩国上川郡の位置（1.鷹栖町 2.東神楽町 3.当麻町 4.比布町 5.愛別町 6.上川町 7.東川町 8.美瑛町 黄：明治期）

上川郡（かみかわぐん）は、北海道（石狩国）上川総合振興局の郡。
人口48,836人、面積2,723.4km²、人口密度17.9人/km²。（2025年6月30日、住民基本台帳人口）
以下の8町を含む。
- 鷹栖町（たかすちょう）
- 東神楽町（ひがしかぐらちょう）
- 当麻町（とうまちょう）
- 比布町（ぴっぷちょう）
- 愛別町（あいべつちょう）
- 上川町（かみかわちょう）
- 東川町（ひがしかわちょう）
- 美瑛町（びえいちょう）

## 郡域
1879年（明治12年）に行政区画として発足した当時の郡域は、上記8町に旭川市を加えた区域にあたる。
郡名は石狩川の上流部にあたることから命名。北隣の天塩国上川郡とは塩狩峠で、東の十勝国上川郡とは大雪山系でそれぞれ隔てられている。

## 歴史

### 郡発足までの沿革
江戸時代の上川郡域は西蝦夷地に属する松前藩領となっており、石狩十三場所の範囲に含まれた。田沼意次時代の天明6年2月、佐藤玄六郎は幕府に提出した蝦夷地調査の報告書（「蝦夷地之儀是迄見聞仕候趣申上候書付」『蝦夷地一件』二）で、蝦夷地は穀物栽培を禁じており、上川郡域でアイヌが米作したところ、和人は籾・種を没収し償いさせた、と書いている。
江戸時代後期になると、国防上の理由から文化4年上川郡域は公儀御料（幕府直轄領）とされた。文化8年（1811年）幕吏間宮林蔵は上川郡域を調査。文政4年には一旦松前藩領に復した。安政2年再び公儀御料（幕府直轄領）となり、上川郡域付近まで幕府（箱館奉行）によって置かれた石狩役所の所管となる。警固は庄内藩がおこなった。松浦武四郎は安政4年と安政5年上川郡域を調査、安政4年の案内役アイヌ・ヒヤテキの父親は間宮林蔵の調査に同行しているという。
このころ松田市太郎や松浦武四郎らによって層雲峡温泉が発見されている。
戊辰戦争（箱館戦争）終結直後の1869年8月15日、大宝律令の国郡里制を踏襲して上川郡が置かれた。

### 郡発足以降の沿革

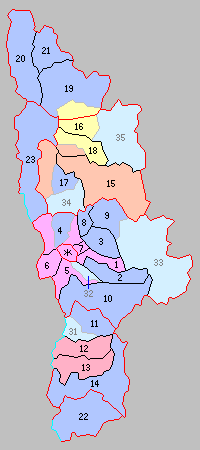
北海道一・二級町村制施行時の石狩国上川郡の町村（1.東旭川村 2.東川村 3.当麻村 4.鷹栖村 5.神楽村 6.神居村 7.永山村 8.比布村 9.愛別村 10.美瑛村 ＊：旭川町 青：区域が発足時と同じ町村 水色：分立して現存する町村 32.東神楽村 33.上川村）

- 明治2年8月15日（1869年9月20日） - 北海道で国郡里制が施行され、石狩国および上川郡が設置される。開拓使が管轄。
- 明治5年
  - 4月9日（1872年5月15日） - 全国一律に戸長・副戸長を設置（大区小区制）。
  - 10月10日（1872年11月10日） - 4月に設置された区を大区と改称し、その下に旧来の町村をいくつかまとめて小区を設置（大区小区制）。
- 明治9年（1876年）9月 - 従来開拓使において随意定めた大小区画を廃し、新たに全道を30の大区に分ち、大区の下に166の小区を設けた。

- 第2大区
  - 3小区

- 明治12年（1879年）7月23日 - 郡区町村編制法の北海道での施行により、行政区画としての上川郡が発足。
- 明治13年（1880年）3月 - 石狩郡外七郡役所（石狩厚田浜益上川樺戸雨竜空知夕張郡役所）の管轄となる。
- 明治15年（1882年）2月8日 - 廃使置県により札幌県の管轄となる。
- 明治17年（1884年）4月 - 札幌郡外五郡役所（札幌夕張空知樺戸雨竜上川郡役所）の管轄となる。
- 明治19年（1886年）1月26日 - 廃県置庁により北海道庁札幌本庁の管轄となる。
- 明治22年（1889年）1月 - 樺戸郡外二郡役所（樺戸雨竜上川郡役所）の管轄となる。
- 明治23年（1890年） - 旭川村、永山村、神居村を設置。
- 明治24年（1891年）3月 - 札幌郡外九郡役所（札幌石狩厚田浜益千歳空知夕張樺戸雨竜上川郡役所）の管轄となる。
- 明治25年（1892年） - 鷹栖村、神楽村を設置。
- 明治29年（1896年）6月 - 空知郡外四郡役所（空知夕張雨竜樺戸上川郡役所）の管轄となる。
- 明治30年（1897年）
  - 7月 - 上川郡役所の管轄となる。
  - 11月5日 - 郡役所が廃止され、上川支庁の管轄となる。
  - 同年旭川村から東川村が分離して成立。また、鷹栖村と永山村の各一部から愛別村が成立。
- 明治31年（1898年） - 永山村から東旭川村が分離して成立。
- 明治33年（1900年）
  - 旭川村が旭川町と改称。
  - 永山村から當麻村が分離して成立。
  - 神楽村から美瑛村が分離して成立。
- 明治35年（1902年）4月1日 - 北海道一級町村制の施行により、旭川町および鷹栖村の一部の区域をもって旭川町（一級町）が発足。（1町）
- 明治39年（1906年）4月1日（1町7村）
  - 北海道二級町村制の施行により、東川村、愛別村、永山村、當麻村、東旭川村（いずれも二級村、単独村制）が発足。
  - 北海道二級町村制の施行により、鷹栖村の一部（比布原野）の区域をもって比布村（二級村）が、残部に鷹栖村（第1次、二級村）がそれぞれ発足。
- 明治42年（1909年）4月1日
  - 北海道二級町村制の施行により、神楽村、神居村（いずれも二級村、単独村制）が発足。（1町9村）
  - 鷹栖村・東旭川村が北海道一級町村制を施行。
- 大正3年（1914年）4月1日 - 旭川町が北海道区制を施行して旭川区となり、郡より離脱。（9村）
- 大正4年（1915年）4月1日 - 北海道二級町村制の施行により、美瑛村（二級村、単独村制）が発足。（10村）
- 大正8年（1919年）4月1日 - 東川村・當間村が北海道一級町村制を施行。
- 大正10年（1921年）4月1日 - 比布村・永山村が北海道一級町村制を施行。
- 大正12年（1923年）4月1日 - 美瑛村が北海道一級町村制を施行。
- 大正13年（1924年）
  - 1月1日 - 愛別村の一部（越路以東）が分立して上川村（二級村）が発足。（11村）
  - 6月4日 - 鷹栖村（第1次）の一部が分立して鷹栖村（第2次、一級村）、江丹別村（二級村）がそれぞれ発足。残部は改称して東鷹栖村（一級村）となる。（13村）
- 昭和4年（1929年）4月1日 - 神楽村が北海道一級町村制を施行。
- 昭和6年（1931年）4月1日 - 神居村が北海道一級町村制を施行。
- 昭和7年（1937年）4月1日 - 愛別村が北海道一級町村制を施行。
- 昭和15年（1940年）4月1日 - 美瑛村が町制施行して美瑛町（一級町）となる。（1町12村）
- 昭和17年（1942年）9月10日 - 東旭川村の一部（字朝日および千代田・愛宕の各一部）を旭川市に編入。
- 昭和18年（1943年）
  - 4月1日 - 神楽村の一部（字東神楽・志比内および千代ヶ岡・八千代ヶ岡の各一部）が分立して東神楽村（一級村）が発足。（1町13村）
  - 6月1日 - 北海道一・二級町村制が廃止され、北海道で町村制を施行。二級町村は指定町村となる。
- 昭和21年（1946年）10月5日 - 指定町村を廃止。
- 昭和22年（1947年）5月3日 - 地方自治法の施行により北海道上川支庁の管轄となる。
- 昭和27年（1952年）9月1日 - 上川村が町制を施行して上川町となる。（2町12村）
- 昭和29年（1954年）11月1日 - 永山村・神楽村がそれぞれ町制施行して永山町・神楽町となる。（4町10村）
- 昭和30年（1955年）4月1日 - 江丹別村・神居村が旭川市に編入。（4町8村）
- 昭和33年（1958年）4月1日 - 當麻村が改称、即日町制施行して当麻町となる。（5町7村）
- 昭和34年（1959年）8月15日 - 東川村・東旭川村がそれぞれ町制施行して東川町・東旭川町となる。（7町5村）
- 昭和36年（1961年）
  - 4月1日 - 永山町が旭川市に編入。（6町5村）
  - 8月1日 - 愛別村が町制施行して愛別町となる。（7町4村）
- 昭和37年（1962年）1月1日 - 比布村が町制施行して比布町となる。（8町3村）
- 昭和38年（1963年）8月15日 - 東旭川町が旭川市に編入。（7町3村）
- 昭和41年（1966年）1月1日 - 東神楽村が町制施行して東神楽町となる。（8町2村）
- 昭和43年（1968年）3月1日 - 神楽町が旭川市に編入。（7町2村）
- 昭和44年（1969年）1月1日 - 鷹栖村・東鷹栖村がそれぞれ町制施行して鷹栖町・東鷹栖町となる。（9町）
- 昭和46年（1971年）3月2日 - 東鷹栖町が旭川市に編入。（8町）
- 平成22年（2010年）4月1日 - 上川支庁が廃止され、上川総合振興局の管轄となる。